# Panzeria rudis
Panzeria rudis är en tvåvingeart som först beskrevs av Fallen 1810.  Panzeria rudis ingår i släktet Panzeria och familjen parasitflugor. Inga underarter finns listade i Catalogue of Life.